# Нью-Стуягоок (Аляска)
Нью-Стуягоок (англ. New Stuyahok) — місто (англ. city) в США, в окрузі Діллінгем штату Аляска. Населення — 512 особи (2020).

## Географія
Нью-Стуягоок розташований за координатами 59°29′8″ пн. ш. 157°18′29″ зх. д. / 59.48556° пн. ш. 157.30806° зх. д. (59.485550, -157.308109).  За даними Бюро перепису населення США в 2010 році місто мало площу 89,91 км², з яких 84,13 км² — суходіл та 5,78 км² — водойми.

## Демографія
Згідно з переписом 2010 року, у місті мешкало 510 осіб у 114 домогосподарствах у складі 93 родин. Густота населення становила 6 осіб/км².  Було 130 помешкань (1/км²).
Расовий склад населення:
| - 93,5 % — корінних американців - 3,5 % — білих - 0,2 % — вихідців з тихоокеанських островів |

До двох чи більше рас належало 2,7 %. Частка іспаномовних становила 1,2 % від усіх жителів.
За віковим діапазоном населення розподілялося таким чином: 40,0 % — особи молодші 18 років, 52,5 % — особи у віці 18—64 років, 7,5 % — особи у віці 65 років та старші. Медіана віку мешканця становила 22,6 року. На 100 осіб жіночої статі у місті припадало 122,7 чоловіків;  на 100 жінок у віці від 18 років та старших — 130,1 чоловіків також старших 18 років.
Середній дохід на одне домашнє господарство  становив 46 958 доларів США (медіана — 42 813), а середній дохід на одну сім'ю — 50 354 долари (медіана — 45 250). Медіана доходів становила 31 250 доларів для чоловіків та 33 125 доларів для жінок. За межею бідності перебувало 30,8 % осіб, у тому числі 39,4 % дітей у віці до 18 років та 8,3 % осіб у віці 65 років та старших.
Цивільне працевлаштоване населення становило 152 особи. Основні галузі зайнятості: освіта, охорона здоров'я та соціальна допомога — 38,2 %, роздрібна торгівля — 21,1 %, публічна адміністрація — 15,8 %.